# Poio
Poio egy község Spanyolországban, Pontevedra tartományban. Poio Pontevedra, Sanxenxo, Meis, Barro és Meaño községekkel határos. Lakosainak száma 17 425 fő (2024). A hivatalos Poio név galiciai nyelven van, spanyol neve Poyo.

## Turizmus, látnivalók
A község nevezetessége, hogy itt található a világ legnagyobb (bár nem leghosszabb) galiciai hórreója, ami nem más, mint egy gabonatárolásra szolgáló építmény. A poiói hórreo hossza 33,46, szélessége 3,69 m, tárolókapacitása 282 m³.

## Népesség
A település népessége az elmúlt években az alábbi módon változott:
| Lakosok száma | 14 291 | 14 651 | 15 456 | 16 043 | 16 642 | 16 794 | 16 871 | 17 082 | 17 276 | 17 425 |
|               | 2001   | 2004   | 2007   | 2009   | 2012   | 2014   | 2017   | 2019   | 2022   | 2024   |